# Gara Huy Saint-Hilaire
Gara Huy Saint-Hilaire este o fostă stație de pe linia 126, o cale ferată desființată aproape integral, care asigura legătura între gara Statte și gara Ciney. Gara este situată în orașul valon Huy din provincia Liège, în Belgia.

## Poziția feroviară
Gara Huy-Saint-Hilaire se găsește la kilometrul feroviar 1+700 al liniei 126, între gările Statte și Huy-Sud. Pe această porțiune a liniei, până la Marchin, un trafic feroviar de marfă redus ca intensitate subzistă și în prezent, grație atelierelor de confecții metalice Tôleries Delloye-Matthieu, în timp ce restul liniei a fost închisă și demontată din teren.

## Istoric

### Calea ferată Hesbaye-Condroz
Concesiunea unei căi ferate „de la Landen la Huy și de la Huy până la calea ferată Namur–Arlon, pe valea râului  Hoyoux”, a fost acordată, pe 15 ianuarie 1863, companiei „Hesbaye Condroz”. Pe 14 iulie 1864, concesionarul a înființat în acest scop o societate anonimă, care a inaugurat secțiunile Statte–Huy–Modave în 1872, respectiv Statte–Landen în 1875. Punctul terminus al liniei, Ciney, nu a fost atins decât în 1877, calea ferată fiind inaugurată pe 1 februarie. În anul 1900, statul belgian a preluat de la compania concesionară activele și exploatarea liniei, pe care a încredințat-o companiei Căilor Ferate Belgiene.

### Gară a statului belgian
La acea vreme și până în anul 1940, calea ferată de la Namur la Liège (actuala linie 125) aparținea companiei private Compagnie du Nord-Belge. Din acest motiv, linia Landen–Statte–Ciney (actualele linii 127 și 126) era singurul acces către orașul Huy pentru trenurile statului belgian, care dispuneau de o gară, Huy-Sud, situată pe celălalt mai al Meusei față de gara Huy a companiei Nord-Belge. Corespondența între cele două linii se făcea la Statte. Totuși, traficul de pasageri a rămas în general modest, având mai degrabă un caracter local. 
La începutul secolului XX, statul belgian a modernizat linia Ciney–Landen pentru a crea un traseu alternativ către Franța și Luxemburg, pe de o parte, respectiv către Liège și Limbourg, pe de altă parte. Modernizarea a fost însă limitată. Ar fi fost nevoie de lucrări importante pentru adăugarea celui de-al doilea fir de circulație, rectificarea profilului liniei și crearea unei căi ferate noi de la Modave la Marloie și Rochefort.
În 1905, în apropierea Meusei, pe care linia o traversează pe podul Pont de Fer, a fost realizată o gară nouă. Mai întâi o simplă haltă, inaugurată pe 1 iulie 1905, ea a devenit ulterior o gară veritabilă.

### Închidere
După Primul Război Mondial, creșterea traficului pe linie nu s-a manifestat la proporțiile scontate. Odată cu trecerea timpului, din ce în ce mai mulți călători au preferat să se deplaseze pe șosea. Compania NMBS/SNCB a fost nevoită să suspende trenurile de călători între Huy-Sud și Ciney, în 1962. O vreme, serviciul pentru pasageri a fost menținut pe scurta secțiune dintre gările Statte și Huy-Sud pe care se afla și gara Huy-Saint-Hilaire, însă și această secție a fost închisă pe 29 septembrie 1963. Gara Huy, preluată de statul belgian de la Compagnie du Nord-Belge cu mulți ani înainte, a devenit singura din Huy.
Trenurile de marfă continuă să circule în mod neregulat către atelierele de confecții metalice ale ArcelorMittal de la Marchin, dar nu opresc în gara Huy-Saint-Hilaire.

## Patrimoniu feroviar
Clădirea gării de pasageri, de tip 1895 a companiei Căilor Ferate ale Statului Belgian, a fost reconvertită în locuință și repair-café.
Dotată cu o aripă cu trei travee destinată călătorilor și coletelor, gara Huy Saint-Hilaire are o fațadă decorată cu cărămizi acoperite cu sticlă de culoare verde. Ele punctează fațada din cărămidă roșie în modele care alternează cărămizi verzi și albe. Cel puțin o altă gară, cea din Bressoux, pare să fi fost decorată cu același tip de cărămizi verzi, dar clădirea, asemănătoare tipului 1895, dar fără al doilea etaj, a fost demolată după 1930 și nu există nici o fotografie în culori a ei. Huy Saint-Hilaire este singura gară de acest tip care a supraviețuit.
Clădirea-anexă care servea ca toaletă și lampisterie mai există și astăzi, însă marchiza din fier forjat și sticlă ce proteja peronul și intrarea laterală a dispărut.

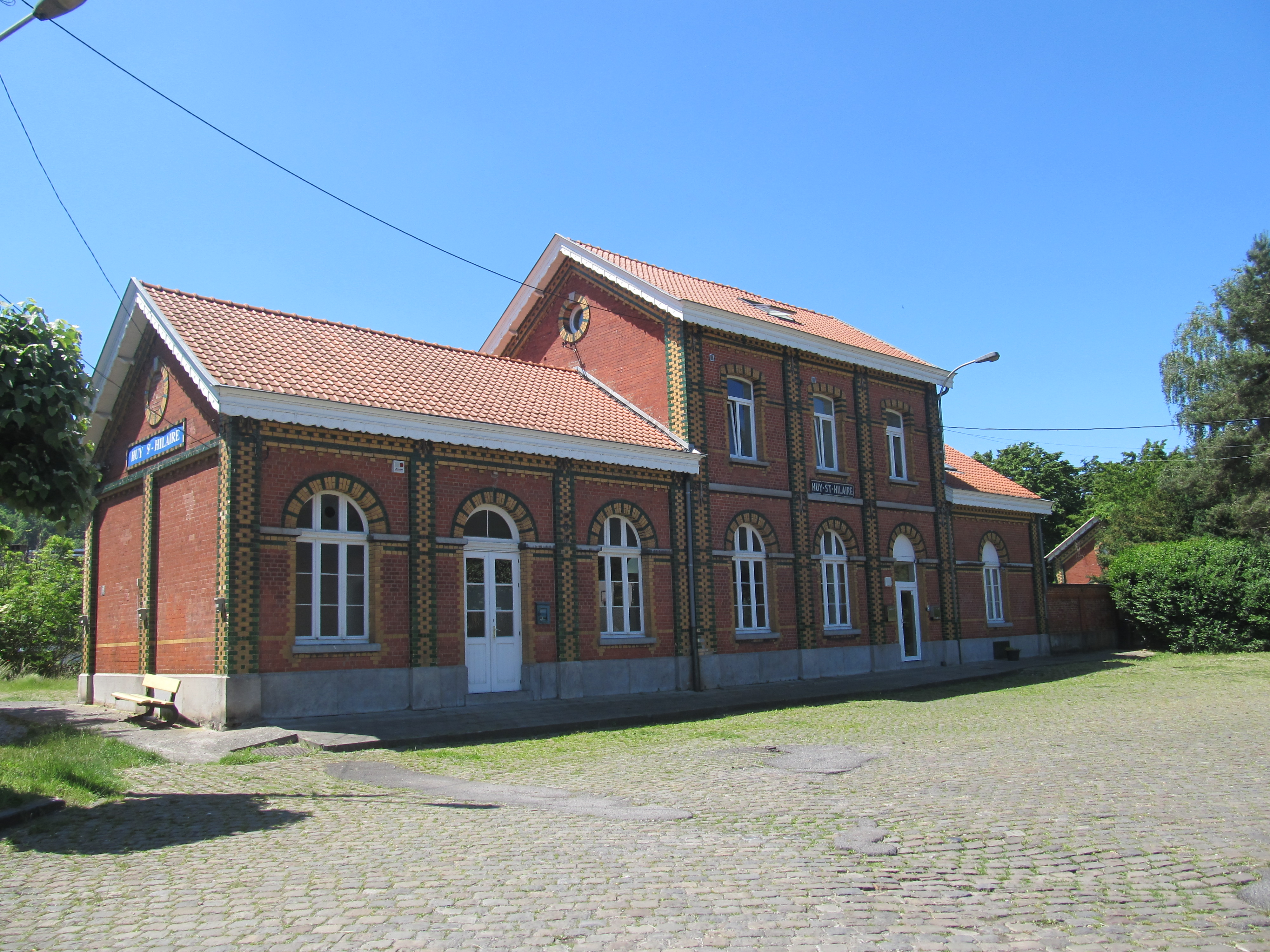
Dinspre stradă
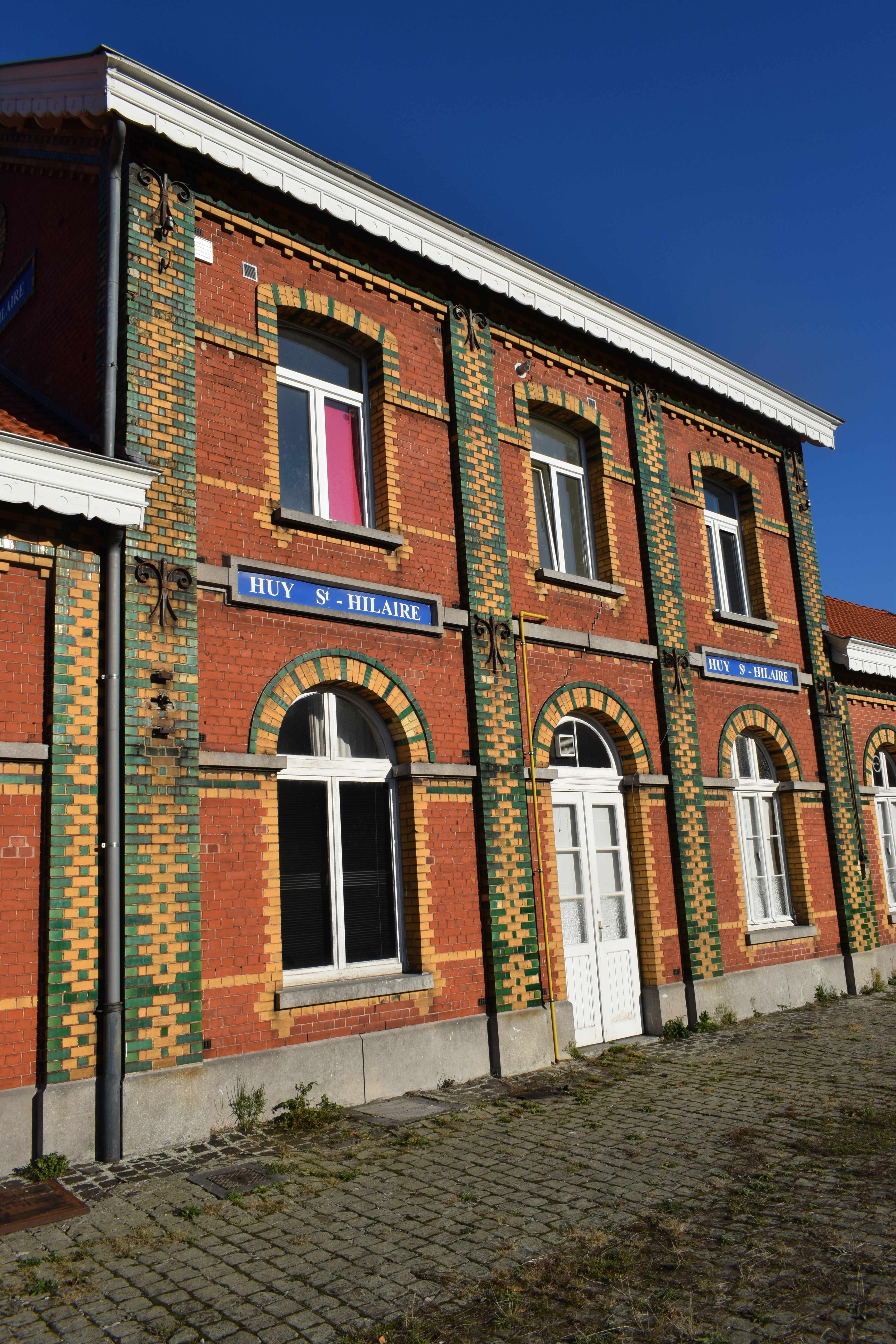
Locuință de serviciu și birou
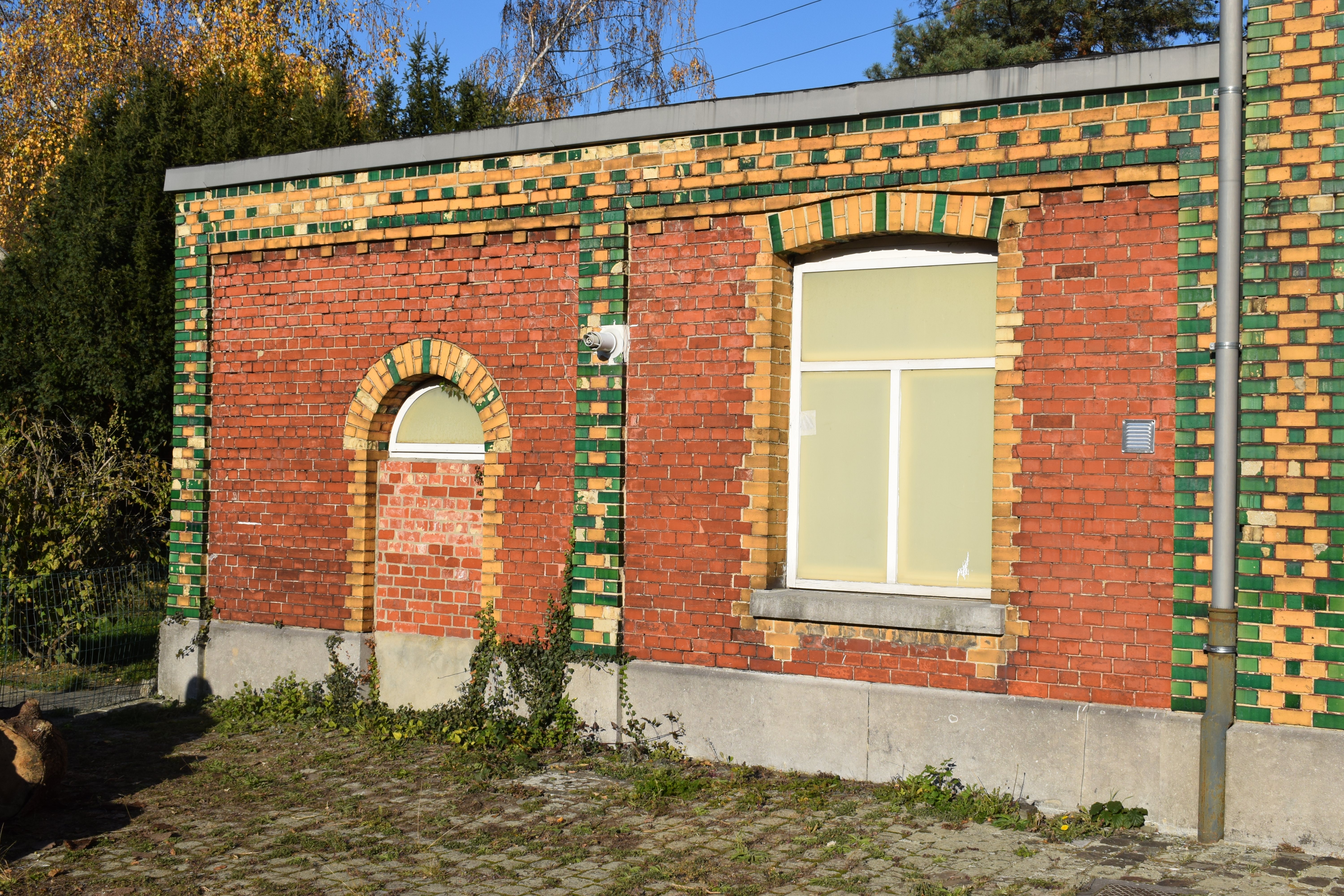
Aripă de serviciu
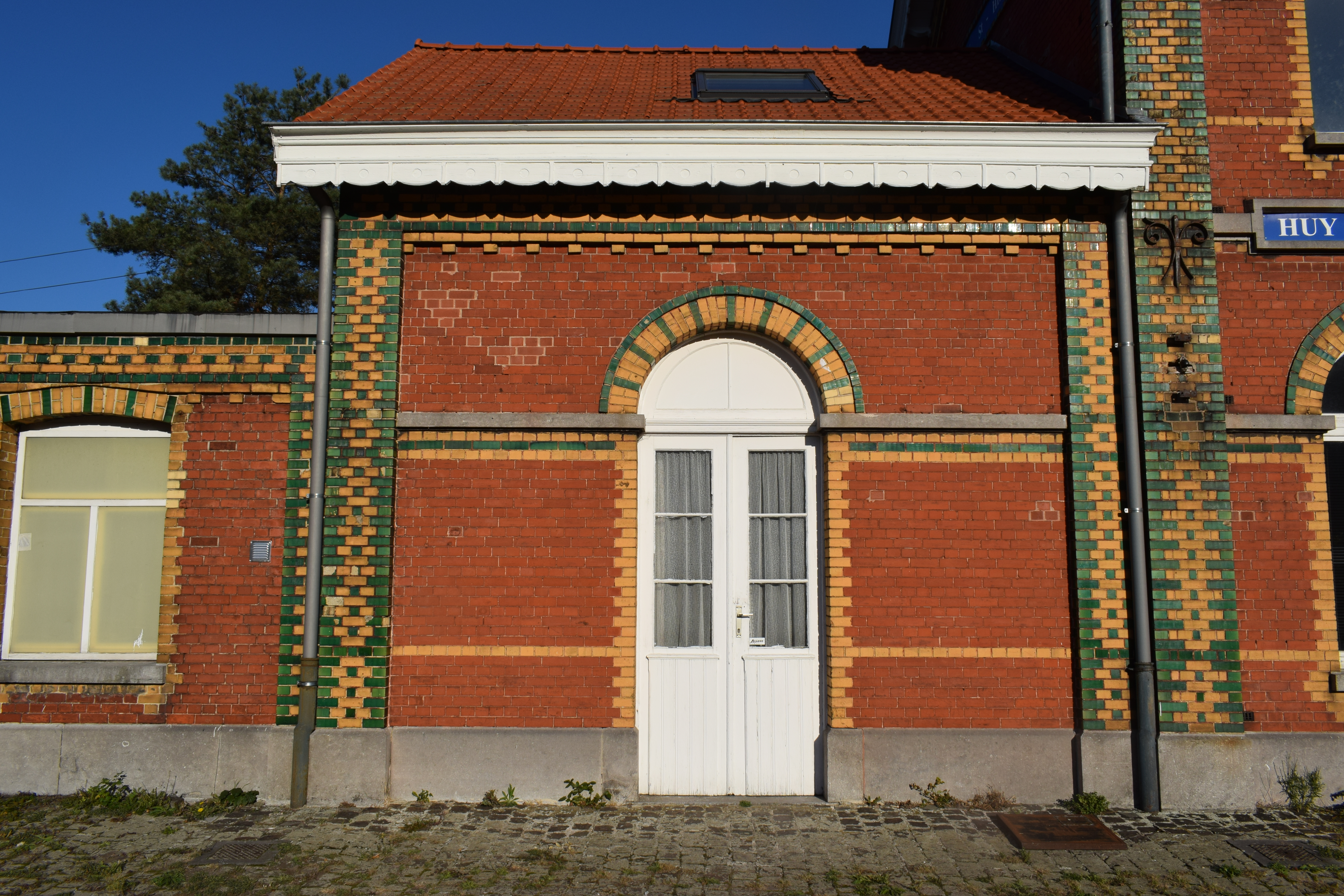
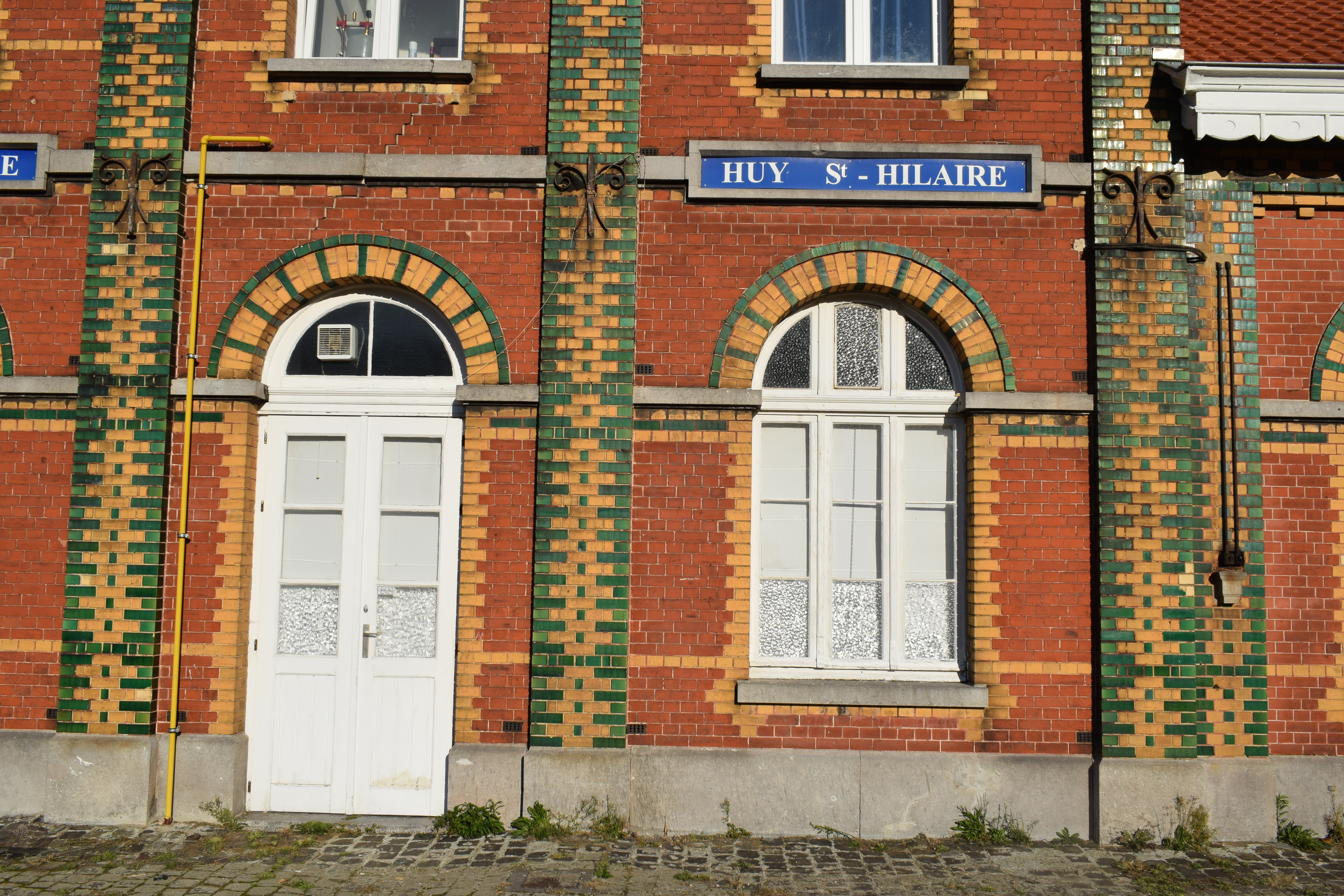
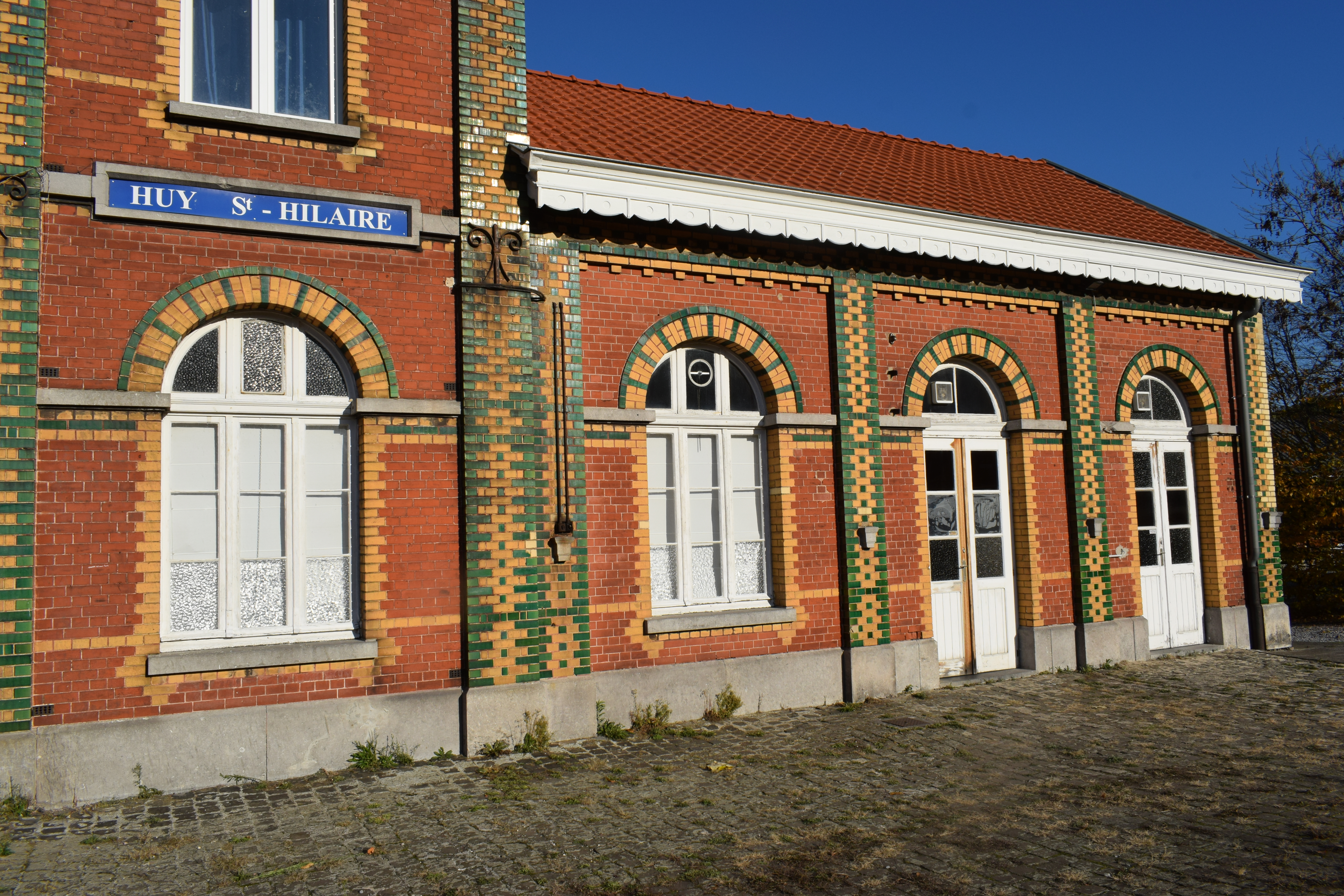
Corpul pentru călători
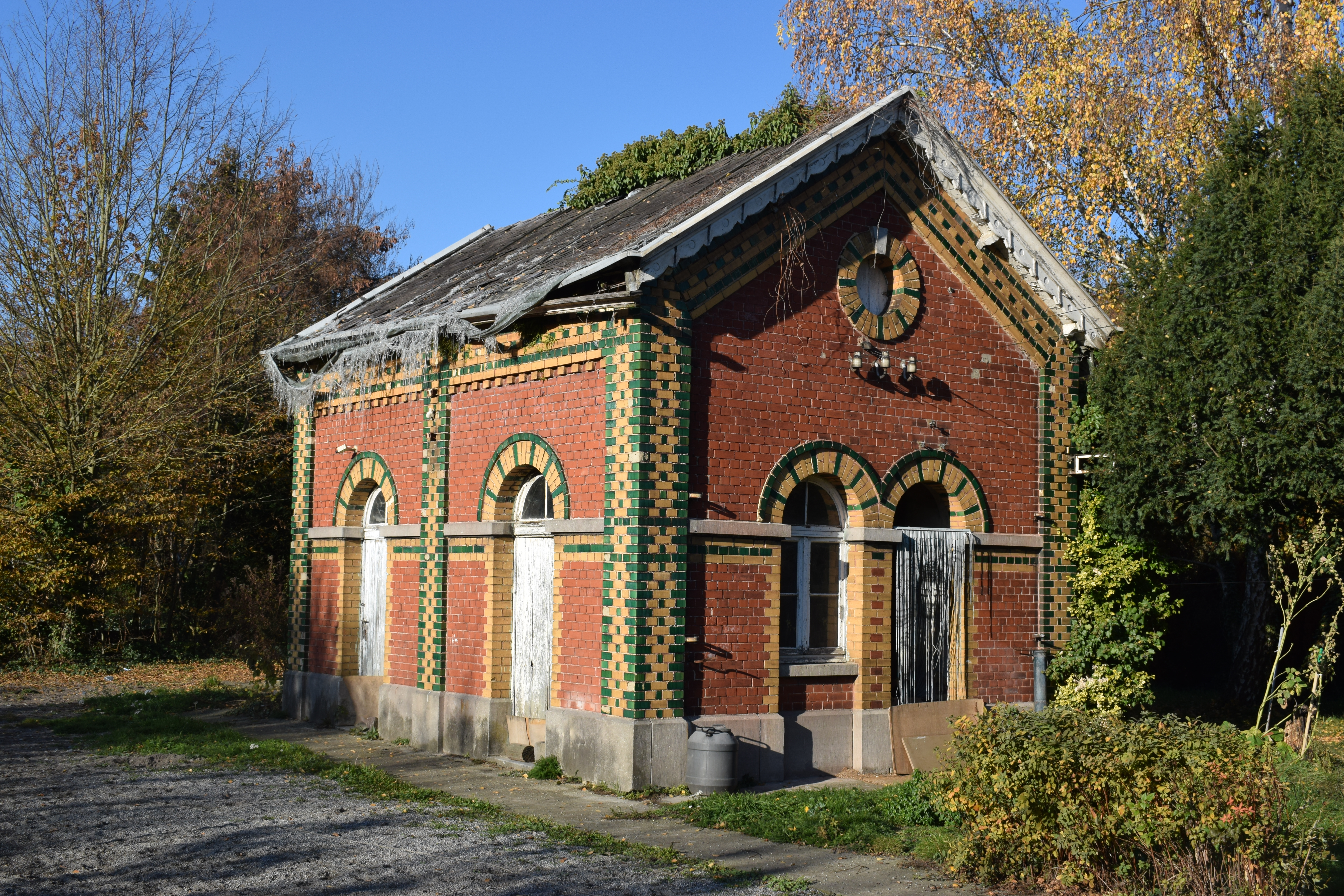
Anexă
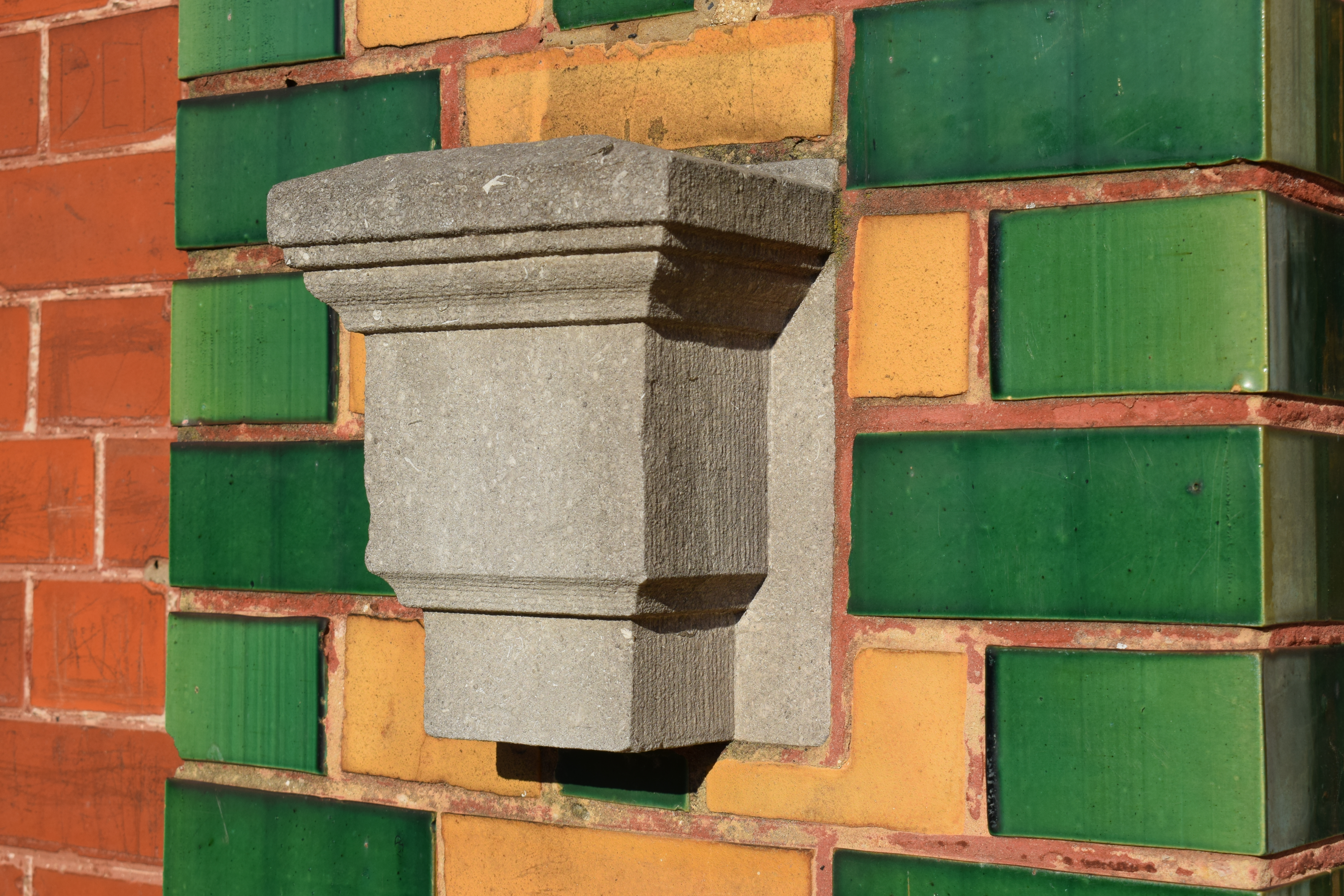
Cărămizi colorate și vechiul suport din piatră al marchizei